# イラノンの探求
『イラノンの探求』(英語: The Quest of Iranon) または『流離の王子イラノン』は、ハワード・フィリップス・ラヴクラフトによって書かれた短編ファンタジー小説である。1921年2月28日に執筆され、『ウィアード・テイルズ』に一度掲載を拒否された後、同人誌『ザ・ガレオン』1935年7/8月号で発表された。ラヴクラフトの没後、『ウィアード・テイルズ』1939年3月号に掲載された。

## あらすじ
ある日、石造りの都市テロスに紫のローブをまとった旅の若者が現れて言った。
「私はイラノンという者で、遥かな都市アイラからやってきました。私に出来るのは歌を歌うこと、夢と美を紡ぐことです。私はアイラの王子でしたが幼いころに流刑となりました。いつの日か遥かな都市アイラを探し出し、その王となるでしょう。」
イラノンは広場で歌を歌ったが、堅物な町の者の多くはあくびをして去っていった。イラノンの歌には有益な内容は何も無く、過去の思い出や夢を歌っているばかりであったからである。
翌朝、イラノンのもとに執政官が現れ、イラノンに靴屋の仕事を手伝うよう命じた。イラノンは自分は歌を歌うものであり靴直しの仕事をするつもりはないと述べると、執政官は、テロスでは労働が美徳とされており町に住むものは皆仕事に就かなければならない掟であると告げた。
そして、仕事をしないのなら日没までに町を出るように言った。
イラノンが街路を歩いていると、少年がイラノンに話しかけてきた。
「あなたは遥かな都市アイラを探している人でしょう。僕はロムノドといい、テロスの民ですが、まだ子供なので仕事はしておらず、いつか美と歌のある美しい世界に行ってみたいと思っています。カルティアの山脈を越えた先には、リュートと舞踏の都市オオナイがあると聞いています。もしかするとオオナイは、あなたの探しているアイラなのかもしれません。一緒にオオナイに行ってみませんか。」
こうしてイラノンとロムノドはテロスの町を後にし、丘や森を抜けて長い旅を続けた。いつしか年月が経ち、幼かったロムノドはイラノンよりも老けて見えるほどになった。ある夜、二人は山を越えた先で、ついにオオナイの灯りを見つけた。
オオナイの街を見たイラノンは、そこがアイラではないことにすぐ気づいた。アイラの街の灯りがやさしく優雅であったのに対し、オオナイの街の灯りはぎらぎらしてけばけばしかったからである。しかしながらオオナイの人々は二人を受け入れ、彼らはそこに留まる事となった。
オオナイの街でも月日が経ち、かつて少年だったロムノドは葡萄酒を飲んででっぷりと太り、イラノンの歌に心を動かすことも少なくなった。イラノンは悲しんだが、彼は歌う事をやめることはしなかった。ある日、寝台に寝そべって酒を飲んでいたロムノドが亡くなったときにもイラノンは悲しげに歌っていた。そして友人の葬式を済ませたイラノンは、かつて着ていた古い紫のローブを再び身にまといオオナイの街を後にしたのである。
イラノンはその後も様々な都市を訪れたがアイラを見出すことはなかった。ある日、イラノンは年老いた羊飼いに出会いいつものように語りかけた。
「穏やかなニトラ川が流れる大理石の都市アイラをご存知ではありませんか？」
羊飼いの老人はイラノンを不思議そうに見つめ、こう答えた。
「旅のお方、私は大理石の都市アイラも、ニトラ川の名も聞いたことがあります。もうずいぶん昔のことになりますが、私の若いころに友達だった貧乏な少年から聞きました。その少年は空想が好きで、よくできた作り話をしてわしらによく聞かせていたものでした。わしらは彼が生まれた時から知っていたのですが、彼は自分は王子だと言っていましたから、よく皆で笑っていたものです。彼はその後、自分の歌や夢を楽しんでくれる人を探すのだといって旅に出てしまいました。大理石の都市アイラも、ニトラ川も、実際には存在しないのです。かつて私の友人であった、貧しい少年イラノンの心の中以外には。」
その夜、月明かりの中で沼地に歩みを進める一人の年老いた人物の姿があった。そして、世界から夢と美の一部が失われたのである。

## 背景・その他
- S・T・ヨシおよびデイビッド・E・シュルツは著作『H・P・ラヴクラフト大事典（英語版）』の中で、本作はラヴクラフトの執筆したロード・ダンセイニ風の作品の中で最高のものと評している[5]。
- 本作の主人公イラノンは、大理石の都市アイラを探す旅の途中で立ち寄った場所として、『北極星（ポラリス）』に登場するロマールの都市オラトーエや、『サルナスの滅亡』に登場する都市トゥラー・イラーネク・カダテロンの名を語っており、同じ世界（ドリームランド）を舞台にした物語であることが示唆されている。あるいはこれらの都市への旅もまた、イラノンの夢の一部であったとも考えられる[3]。

## 収録
- 国書刊行会『定本ラヴクラフト全集1』矢野浩三郎監訳／山中清子訳 『流離の王子イラノン』
- 創元推理文庫『ラヴクラフト全集7』大瀧啓裕訳 『イラノンの探求』
- 星海社FICTIONS『未知なるカダスを夢に求めて 新訳クトゥルー神話コレクション4』森瀬繚訳 「イラノンの探求（クエスト）」